# Géza Fodor
Géza Fodor (Szeged, 6 de maio de 1927 — Szeged, 28 de setembro de 1977) foi um matemático húngaro.
Trabalhou com teoria dos conjuntos. Em 1956 provou o lema de Fodor sobre conjuntos estacionários.
Foi professor do Instituto de Matemática János Bolyai da Universidade de Szeged, da qual foi vice-presidente e depois presidente. Foi eleito membro correspondente da Academia de Ciências da Hungria.